# Petites Sœurs du Cœur Immaculé de Marie
Les Petites Sœurs du Cœur Immaculé de Marie (en latin : Congregatio Parvarum Sororum Immaculati Cordis Mariae) est une congrégation religieuse enseignante et hospitalière de droit pontifical.

## Histoire
La congrégation est fondée le 4 octobre 1888 à Zakroczym par le frère capucin Honorat de Biala avec l'aide d'Agnès Rose Godecka (pl)pour se consacrer au soutien moral et matériel des ouvrières.
A côté des sœurs qui mènent la vie commune, il y en a d'autres, beaucoup plus nombreuses, qui travaillent dans les usines aux côtés des ouvrières, mais en 1908 le Saint-Siège ferme cette branche ; les religieuses continuent leur apostolat dans les jardins d'enfants, l'éducation des enfants des ouvrières,et dans les écoles professionnelles, qui sont, pour de nombreuses jeunes filles, l’unique occasion d'apprendre un métier.
L'institut est agrégé aux Frères mineurs capucins le 5 juillet 1923, il reçoit le décret de louange le 1er décembre 1929 et ses constitutions sont définitivement approuvées par le pape Pie XI le 5 juillet 1938.
Un procès de béatification est ouvert pour Hilaria Główczyńska (pl) (1888-1939), une sœur martyre de la congrégation.

## Activités et diffusion
Les sœurs se consacrent à l'éducation des jeunes dans les jardins d'enfants, les orphelinats et les écoles professionnelles ainsi qu'à l'assistance des personnes âgées et malades à domicile et dans les hôpitaux.
Elles sont présentes en:
- Europe du Nord : Lettonie, Lituanie.
- Europe de l'Ouest : Allemagne.
- Europe de l'Est : Pologne, Moldavie, Ukraine.
- Europe du Sud : Italie.

La maison-mère est à Częstochowa.
En 2017, la congrégation comptait 264 sœurs dans 50 maisons.